# Phantom Limb

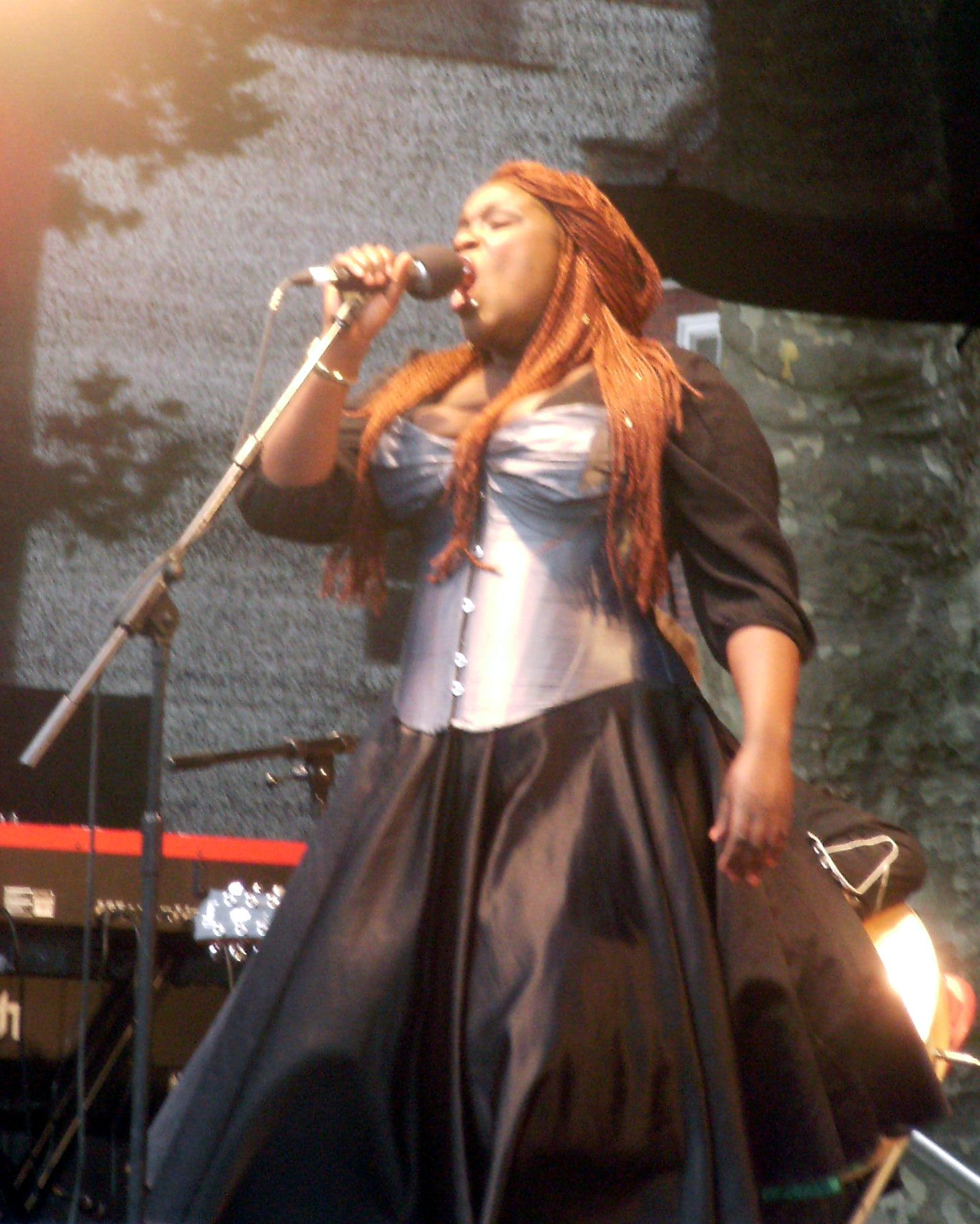

Phantom Limb is een Britse country/soul-band uit Bristol.
De band bracht twee studioplaten en een livealbum uit. Het album The Pines, uitgebracht in 2012, werd geproduceerd door Marc Ford, de voormalige gitarist van The Black Crowes. Dit was de bestverkochte plaat op Lowlands 2012. Phantom Limb trad in 2012 onder meer op op het muziekfestival Lowlands en verscheen in Ziggo Live. De afzonderlijke bandleden zijn allen werkzaam in de muziekindustrie als muzikant, producent of songschrijver. Op 17 januari 2013 maakte het management van Phantom Limb bekend dat de band uit elkaar is gegaan. Een reden voor de breuk is niet gegeven.

## Discografie
- Phantom Limb (2008)
- Live In Bristol (2009)
- The Pines (2012)